# Mycetophyllia lamarckiana
Espèce
Statut CITES
Mycetophyllia lamarckiana est une espèce de coraux appartenant à la famille des Mussidae.